# Koakin (Saponé)
Pour les articles homonymes, voir Koakin.
Koakin est une commune rurale située dans le département de Saponé de la province du Bazèga dans la région du Centre-Sud au Burkina Faso.

## Santé et éducation
Le centre de soins le plus proche de Koakin est le centre de santé et de promotion sociale (CSPS) de Pissi.